# Antoine Hervé
Antoine Hervé   (París, 20 de gener de 1959) és un compositor, pianista i teclista de jazz francès.

## Biografia
Hervé va estudiar piano amb Pierre Sancan, orquestració amb Marius Constant i composició amb Jean-Yves Daniel-Lesur, Henri Challan, Jean-Claude Reynaud i Claude Ballif al Conservatori de París. Va ser premiat al Concours de La Défense nacional. Per a Radio France va fundar l'orquestra "Bob 13" (enregistraments en directe a París, Tutti). De 1987 a 1989 va ser director musical de l'Orchestre National de Jazz. Ha donat més de 140 concerts en gires mundials amb l'orquestra, acompanyat de Gil Evans i Quincy Jones. Amb l'orquestra va gravar els CD ONJ 87 i African Dream. L'any 1990 va fundar el conjunt "Hexameron", dedicat a la promoció de les formes contemporànies d'improvisació musical, i el "Quintet Antoine Hervé", amb el qual va acompanyar la cantant búlgara-turca Yildiz Ibrahimova (àlbum París-Zagreb).
Hervé va actuar amb Dee Dee Bridgewater, Chet Baker, Randy Brecker, Cab Calloway, Louis Sclavis, Martial Solal, Michel Portal, Carla Bley, Didier Lockwood i Daniel Humair.
A més de musicals, partitures de pel·lícules i música per a espectacles de dansa, a la dècada de 1990 va compondre un concert de trompeta, un quartet de corda i una peça per a percussió i orquestra. El 1997 va fundar el Stockhausen-Hervé Quintet amb Markus Stockhausen.
És el fundador del seu propi segell de jazz Philo. El 1985 va rebre el Premi Django Reinhardt.

## Discografia
Com a líder o co-líder
- 1984: Trio, amb Michel Benita (b) i Peter Gritz (d)
- 1982: Horizons (duo de piano / vibràfon amb Andy Emler)
- 1989: Sari & Seeri, amb Daniel Humair, François i Louis Moutin
- 1995: Fluid amb François i Louis Moutin
- 1997: Instantànies
- 1990: Tutti, Ensembles, amb André Ceccarelli, Marc Ducret, Michel Benita, Andy Emler, Denis Leloup, François Chassagnite, Bobby Rangel i Les Étoiles.
- 1999: Estiu
- 2001: Light & Shade, amb Linda Pettersson (veu) i Ewan Svensson (guitarra)
- 2003: Dins
- 2005: Just Live To Tell The Tale, convidat per Ewan Svensson, amb Yasuhito Mori i Magnus Gran.
- 2006: Road Movie
- 2009: Mozart, la Nuit, amb Karine Serafin (soprano), Markus Stockhausen (tp), Didier Lockwood (v), François Moutin i Michel Benita (b), Louis Moutin i Jeff Boudreaux (d), Arnaud Frank (perc), Els Cors de Versalles.
- 2010: Instantànies (enregistrades el 1997)
- 2010: I mean you (enregistrat el 1997)
- 2011: Double Gentlemen (disc d'improvisació de duet amb Jean-François Zygel)
- 2012: PMT QuarKtet (Pierre i Marie Turie)
- 2014: Completely Stones, homenatge als Rolling Stones.

## CicleLa lliçó de jazz
- 2012: La lliçó de jazz - Keith Jarrett
- 2012: La lliçó de jazz - Wayne Shorter
- 2012: La lliçó de jazz - Oscar Peterson
- 2013: La lliçó de jazz - Dave Brubeck
- 2013: The Lesson Jazz - Bill Evans
- 2014: The Lesson Jazz - Thelonious Monk

## Amb l'ONJ
- 1987: ONJ 87
- 1989: somni africà